# Josh Shipp
 (octobre 2021).
Si vous disposez d'ouvrages ou d'articles de référence ou si vous connaissez des sites web de qualité traitant du thème abordé ici, merci de compléter l'article en donnant les références utiles à sa vérifiabilité et en les liant à la section « Notes et références ».
Pour les articles homonymes, voir Shipp.
Joshua Ian « Josh » Shipp, né le 14 février 1986 à Los Angeles, est un joueur américain de basket-ball.